# Organización internacional del transporte por carretera
La Organización internacional para el transporte por carretera, más conocida por IRU (siglas en inglés de International Road Transport Union) es la asociación mundial de los profesionales de transporte por carretera; agrupa y representa al conjunto de asociaciones y federaciones de transporte internacional por carretera. La organización defiende los intereses de operadores de autocares y autobuses, taxis y transportistas (tanto grandes flotas como pequeños operadores de transporte por carretera), para asegurar el crecimiento económico y el desarrollo a través la movilidad sostenible de personas y mercancías en todo el mundo.
IRU trabaja en estrecha colaboración con la Unión Europea, formulando propuestas y lanzando iniciativas en actividades de transporte por carretera seleccionadas. Al fomentar el desarrollo de los estándares profesionales, IRU mejora el rendimiento del transporte por carretera en lo que respecta a la seguridad y la sostenibilidad, al tiempo que garantiza la movilidad de personas y mercancías. Además, el Consejo Económico y Social de las Naciones Unidas asignó a IRU el estatuto de órgano consultivo.
IRU proporciona muchos servicios prácticos a la profesión. Gestiona, en nombre de las Naciones Unidas, el Convenio TIR relativo al transporte internacional por carretera de mercancías bajo precinto aduanero; emite el cuaderno TIR y los documentos aduaneros a través de las asociaciones nacionales miembros de la IRU en 57 países actualmente.

## Antecedentes
La Organización internacional de transporte por carretera se fundó el 23 de marzo de 1948 en Ginebra (Suiza), un año después de la Comisión Económica de las Naciones Unidas para Europa (UNECE), para acelerar la reconstrucción de la Europa devastada por la guerra facilitando el tráfico internacional. IRU comenzó agrupando a las asociaciones nacionales de transporte por carretera, de ocho países de Europa occidental: Bélgica, Dinamarca, Francia, Noruega, Países Bajos, Suecia, Suiza y el Reino Unido.
Tiene su sede actual en Ginebra. IRU tiene socios en 86 países (mayo de 2019) en los cinco continentes; representa a sus asociados y defiende sus intereses. Su objetivo es investigar y proporcionar soluciones a los problemas del tráfico vial y ayudar en la síntesis y simplificación de las normas de transporte y en la práctica del transporte.

## Actividades
Las actividades incluyen:
- Asociación entre todos sus miembros activos y asociados y con organizaciones e industrias relacionadas para definir, desarrollar y promover acciones de interés común.
- Seguimiento de las actividades, legislación, políticas y eventos que afectan la transporte por carretera, respondiendo e interactuando con todas las partes interesadas;
- Desarrollo de una estrategia para afrontar los desafíos globales de energía, competencia y responsabilidad social, basada en las fortalezas y la experiencia de sus miembros, participantes en las comisiones y grupos de trabajo de la IRU;
- Diálogo con organismos intergubernamentales, organizaciones internacionales y otros actores relacionados con el transporte por carretera, incluido el público en general;
- Trabajo con legisladores, legisladores y líderes de opinión para contribuir a una legislación sólida y efectiva y encontrar el equilibrio adecuado entre las necesidades e intereses de todos;
- Asociaciones público-privadas con autoridades competentes para implementar instrumentos legales como el Convenio TIR, bajo el mandato de las Naciones Unidas, o proyectos transnacionales concretos como la reapertura de la Ruta de la seda;
- Comunicaciones sobre las tareas y la importancia del transporte por carretera, divulgando su posición sobre diversos temas;
- Proporcionar servicios prácticos e información a los transportistas por carretera, como los últimos precios de combustible, tiempos de espera en las fronteras, estacionamiento seguro, capacitación vocacional, desarrollos legislativos, asistencia legal, etc.
- Capacitación para promover la experiencia del sector, mejorar la calidad de los servicios ofrecidos y garantizar el cumplimiento de los estándares de transporte por carretera a través de la Academia IRU.

## Convenio TIR
IRU comenzó con el transporte bajo precinto aduanero al final de la década de 1940; esto favoreció la reconstrucción del comercio internacional en aquella Europa. Hacia 1955, la aceptación del sistema llevó a la UNECE a redactar el Convenio TIR de 1959, que fue modificado en 1975. El convenio TIR sigue expandiéndose por el Norte de África, Asia y Sudamérica.